# Dessima Williams
Dessima Williams és una diplomàtica grenadina i antiga ambaixadora a les Nacions Unides de Grenada. Des del 2022 és presidenta del Senat de Grenada.
Va ser professora de sociologia, desenvolupament i gènere a la Universitat Brandeis a Waltham (Massachusetts), a més de servir com a càtedra de l'Aliança de Petits Estats Illes (AOSIS) durant la COP15 a Copenhaguen (2009-2011). Actualment és assessora estratègica d'Oxfam sobre canvi climàtic. També és la fundadora i directora del Programa d'Educació i Desenvolupament de Grenada.
Porta anys treballant per a les millores a les granges d'aquestes petites illes d'Amèrica, per intentar que la gent pugui tirar endavant amb un treball tan humil com aquest. De la mateixa manera, intenta reduir l'ús del plàstic i està tenint prou èxit en les seves noves propostes per parar el canvi climàtic.

## Vida
Durant la seva trajectòria va patir situacions molt difícils, tan ella com la seva família vivien de manera molt pobre a Grenada, com després de treure's el grau en una universitat dels Estats Units va ser atacada dues vegades.
Dessima ha impartit classes a nivells secundaris i universitaris i és defensora dels drets de les dones i les nenes, dels agricultors i del desenvolupament rural. Va fundar el Programa d'Educació i Desenvolupament de Grenada, que dona suport als estudiants de Grenada com a líders emergents. També ha estat propietària d'un negoci del sector turístic. És podria dir que el que la caracteritza ha estat lluitar per coses que ella troba necessàries com els drets de les dones o el canvi climàtic.
A nivell personal, ha tingut molts canvis i judicis, perquè en estar molts anys al poder, ha patit atacs per algunes decisions que ha pres i fins i tot va acabar estant a la presó. És tot un exemple de dona empoderada.
Williams va ensenyar Ciències Polítiques al Williams College de Massachusetts abans d'incorporar-se a la facultat de la Universitat de Brandeis el 1992.
El 2009 va tornar a la diplomàcia com a Ambaixadora Extraordinària i Plenipotenciaria de Grenada davant les Nacions Unides, servint durant més de quatre anys, tres dels quals simultàniament com a presidenta de l'Aliança de Petits Estats Insulars en Desenvolupament. En aquest càrrec, va dirigir un esforç de canvi climàtic global de 40 illes que va registrar l'alta ambició de mantenir la temperatura global mitjana a 1,5 graus a l'Acord de Copenhaguen de 2009, que més tard es va incloure a l'Acord de París de 2015.
Finalment va ser nomenada assessora especial per a la implementació dels Objectius de Desenvolupament Sostenible de les Nacions Unides.
El seu lideratge va assegurar una inversió per a una organització d'energies renovables i ella ha participat en nombroses reunions polítiques i de desenvolupament sostenible, com ara la primera i tercera Conferència de les Nacions Unides sobre el desenvolupament.